# Martin Silvestre Boulard
Pour les articles homonymes, voir Boulard.
Martin Silvestre Boulard, né le 16 mai 1748 à Montlouis et mort le 3 mai 1822 à Loches, est un imprimeur-libraire français, connu pour avoir publié un Traité élémentaire de bibliographie estimé (Paris, 1804).